# إريك لوت
إريك لوت (بالإنجليزية: Eric Lott) هو أكاديمي أمريكي، ولد في 1959.